# Museo Nacional de Etnografía y Folklore
El Museo Nacional de Etnografía y Folklore (Musef) es uno de los principales centros de difusión de la etnografía de Bolivia. Los antecedentes previos a su fundación se remiten a la creación del Museo Nacional fundado en 1925, cuando nace el Departamento Científico de Etnografía como parte de los festejos del Centenario de Bolivia. El MUSEF abre sus puertas el 23 de agosto de 1962 con el nombre de Museo de Artesanía y Arte Popular, ubicado en el palacio de los Marqueses de Villaverde en la esquina de las calles Ingavi y Jenaro Sanjinés, en el municipio de La Paz. El palacio pertenece al patrimonio cultural boliviano y fue nombrado monumento nacional en 1930. 
El 2004, el museo inauguró una subsede en la ciudad de Sucre en el castillo de Francisco Argandoña. Para el 2005 se entregó una ampliación en la sede de La Paz que llegó a tener 7500 m² de infraestructura.

## Colecciones
El museo posee un patrimonio compuesto por 30.000 bienes culturales, entre reliquias prehispánicas, coloniales y contemporáneas, máscaras, cerámica, tejidos, arte plumario y numismática del territorio boliviano. Además posee una de las colecciones y fondos documentales más grandes de Bolivia, aproximadamente 171.000 con materiales de grabaciones y audiovisuales de Congresos de la COB, CSUTCB, FASOR, entre otros además, recientemente ha logrado adquirir las colecciones de Posnansky, Ponce Sanginés, Albarracín y APCOB, completándose estos documentos a los donados por Laguna Meave, Julia Elena Fortún y León M. Loza entre otros. La muestra de la etnología del país se concentra en el museo, donde además se llevan a cabo diferentes eventos de importancia nacional como el debate académico y el impulso a la investigación de las ciencias sociales, lo que permitió la creación de la Reunión Anual de Etnología.

## Eventos anuales
El Museo Nacional de Etnografía y Folklore (MUSEF), organiza anualmente el evento denominado Reunión anual de etnología (RAE), desde el año 1987.Durante la reunión se organizan seminarios, charlas, mesas redondas y otras actividades relacionadas con la antropología y otras ciencias sociales, considerada también como un escenario, a nivel nacional, donde se realizan debates y discusiones abiertas a todo público dedicado al estudio de las culturas bolivianas.
La RAE es un espacio respaldado institucionalmente donde nuevos investigadores interactúan con intelectuales de vasta trayectoria. Estos procesos refuerzan la dinámica de las ciencias sociales y los resultados se plasman en las publicaciones de la Serie: Anales de la Reunión Anual de Etnología.

## Historia

### La casona de la Marquesa de Haro
Los historiadores estiman que la actual casona que alberga el museo fue construida hacia 1730, la primera propietaria de la que se tiene registro fue Melchora Vallejos que para el año 1734 tenía un tambo funcionando en este lugar. En la década de 1750 la propiedad es adquirida por Rosa Agustina Díaz de Ceballos y Gutiérrez Escalante, una hidalga que se trasladó a la ciudad de La Paz al casarse con el Corregidor de la Provincia de Larecaja, Joaquín Antonio de Guendica y Subiaur. Fue esta pareja la que decidió transformar la propiedad en una residencia privada con todas las características de la arquitectura colonial distribuyéndose alrededor de tres patios.
En el patio principal se encontraban las dependencias principales de la familia, bodegas, la escalera de honor que daba acceso al salón principal, un arco triunfal de medio punto y su remate de arco mixtilíneo, con un escudo de blasonería esculpido en piedra.El segundo patio estaba destinado a las caballerizas y depósitos, mientras que el tercer patio consideraba las dependencias de servicio entre ellos la servidumbre indígena y esclavos. 
Rosa Agustina Díaz de Ceballos se convirtió en Marquesa de Haro el 3 de febrero de 1756, cuando heredó el título de su hermana mayor Micaela Matea que a su vez lo había heredado de su primer esposo Isidro Ortiz de Haro. Es así que la casona pasa a ser conocida como el Palacio de la Marquesa, pues sirvió como residencia principal a Rosa Agustina hasta su muerte en 1760, la propiedad y el título pasaron a su hija María Bartolina Fernández Pacheco y Díaz de Ceballos que siguió vivienda en esta casona.
Para 1781 la marquesa recibe en la casona como invitado al nuevo gobernador Sebastián de Segurola, es desde aquí que se encargó de gobernar la ciudad durante el asedio indígena de Túpac Katari, incluso una de las habitaciones de servicio se utilizó como celda para el indígena Pedro Obaya cuando fue capturado. Se conoce que la marquesa quedó en una situación precaria luego del levantamiento indígena y para 1792 solamente tenía 5 esclavos que atendieran su palacio por lo que decidió trasladarse a una casona más modesta detrás de la casa de gobierno y puso en alquiler esta casona. María Bartolina murió en 1801 y dejó su título y propiedades a su única hija María del Carmen Bilbao la Vieja quien fue la última marquesa de Haro y siguió en propiedad del palacio hasta su muerte en 1826.
En la década de 1840 la nueva propietaria era Teresa Villaverde y Landavere, de 70 años de edad y viuda del alcalde José Antonio Diez de Medina. Pertenecía a la antigua élite de la ciudad siendo descendiente de Mancio Serra de Leguizamo, uno de los capitanes españoles que acompañó a Francisco Pizarro en la conquista del Perú. Una mujer de fuerte carácter que se hizo muy conocida en la ciudad cuando llegó a enfrentarse al presidente José Ballivián. Es aquí donde su apellido se mezcla con el título de marquesa y en el siglo XX la gente conocería esta casona como el Palacio de los Marqueses de Villaverde, siendo esto totalmente equivocado. El palacio fue declarado Monumento Nacional el 15 de abril de 1930.

### Antecedentes
A fines del siglo XIX se observó en Bolivia la necesidad de contar con un lugar para albergar las diversas riquezas culturales y etnográficas del país. Los orígenes del Musef datan desde el año 1925, cuando el presidente Bautista Saavedra creó el Departamento Científico de Etnografía bajo la administración del Museo Nacional de Bolivia, como parte de los actos de celebración del centenario del país.
Entre los gestores para la creación del Musef se destaca a Hugo Daniel Ruiz que a la vez es fundador de la institución y principal impulsor para la creación de la biblioteca

### Creación y consolidación
Luego de casi cuatro décadas desde la creación del Departamento Científico de Etnografía, en agosto de 1962 se descentralizó la entidad del Museo Nacional y se creó el nuevo museo, denominado Museo de Arte Popular y Artesanías con base en la donación de la colección de ponchos y tejidos tradicionales de Víctor Paz Estenssoro, quien los había recibido como obsequio de las autoridades originarias, así mismo en su gobierno determinó que el museo se asiente en el palacio de los Villaverde.
En 1974, por medio de la Resolución Ministerial n.º 208, se determinó el cambio de su nominación a Museo Nacional de Etnografía y Folklore (MUSEF). En 1983 su dependencia fue transferida al Banco Central de Bolivia y el museo fue declarado como "Institución Científica, Educativa y Cultural de Interés Nacional" por medio de Resolución Suprema n.º 198302 y ratificada por Ley n.º 781 en 1986.

### Ampliación
En 1995 se promulgó la Ley n.º 1670 del Banco Central de Bolivia donde se creó la Fundación Cultural del Banco Central de Bolivia con la tarea de proteger, mantener, administrar, promocionar y difundir los bienes culturales y arquitectónicos de los seis centros culturales que le han sido encomendados, entre ellos el Museo Nacional de Etnografía y Folklore.
Fue entonces cuando el crecimiento y la consolidación del museo llevó a analizar la ampliación de sus instalaciones. Una primera opción era la compra de una casa contigua en la calle Genaro Sanjinés, que anteriormente albergaba al cine Princesa y que debido a la semejanza arquitectónica entre esta y el Musef se llevó a creer que formó parte del palacio de los Marqueses durante la colonia. La segunda opción era anexar el inmueble contiguo al museo, la Casa Guidi.
Se decidió la segunda opción y el 11 de marzo de 1998 se llevó a cabo por un valor de Bs. 1.6 millones de la Fundación del Banco Central. Dos años después, siguió la expansión del museo cuando el 11 de agosto de 1999 se adquirió el inmueble del Fondo Complementario Petrolero, por un valor de Bs. 1.7 millones.
El 21 de diciembre de 2001 empezaron las obras de construcción de un nuevo espacio dentro del museo con el fin de ampliar el número de salas de exposición. La nueva ampliación de arquitectura contemporánea fue diseñada por el arquitecto boliviano Carlos Villagómez. Luego de tres años, el 2004 se inauguró la obra de costo Bs. 17 millones.

## Museo Nacional de Etnografía y Folklore - Regional Sucre

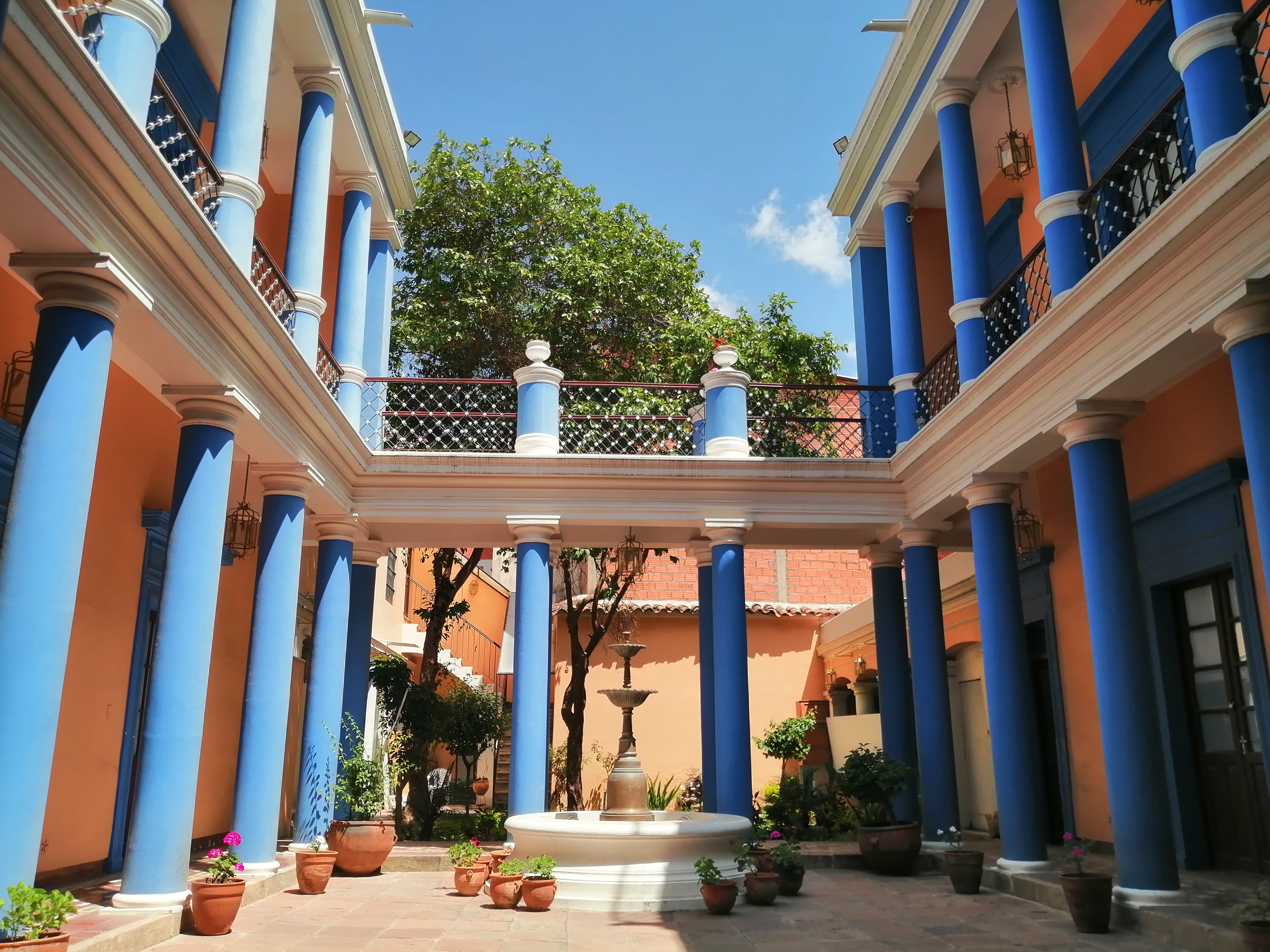
Segundo Patio.

El Museo Nacional de Etnografía y Folklore inauguró el año 2004 una subsede en la ciudad de Sucre con el fin de ampliar la presencia del museo etnográfico en Bolivia. El nuevo centro está instalado en el edificio del ex Banco Francisco Argandoña del dueño homónimo, empresario minero quien recibió del papa León XIII el título de Príncipe de la Glorieta. El banco funcionó hasta 1912, año en que se fusionó con el Banco Nacional de Bolivia. El edificio estuvo bajo posesión del Banco Nacional hasta el 16 de febrero del 2004, cuando este cedió su inmueble para el funcionamiento del Museo Nacional de Etnografía y Folklore. El actual museo tiene dos salas, la primera dedicada a Los retablos y piedras santos y la segunda a los prendedores, topos y mujeres.